# Mons Agnes
Mons Agnes es una montaña lunar, perteneciente al cuadrángulo LQ12, en la cara visible. Tiene un diámetro de aproximadamente un kilómetro.
Es una elevación vagamente identificable en el suelo del cráter Ina, en el interior del Lacus Felicitatis. De acuerdo con el mapa Lunar Topophotomap del LPI, tiene a lo más 30 metros de altura. Junto al cráter Ina se encuentran los cráteres Osama y Dag.

## Denominación
Fue denominado en 1979 con el nombre femenino griego Agnes.
|  |  |